# مورفین-۶-گلوکورونید
مورفین-۶-گلوکورونید (به انگلیسی: Morphine-6-glucuronide) با فرمول شیمیایی C۲۳H۲۷NO۹ یک ترکیب شیمیایی با شناسه پاب‌کم ۵۳۶۰۶۲۱ است. که جرم مولی آن ۴۶۱٫۴۶ g/mol می‌باشد.اثرات ضد دردی به مانند مورفین دارد با متابولیت کمتر و همچنین یک تحریک کننده عصبی است. 